# Morro da Fumaça
Morro da Fumaça is een gemeente in de Braziliaanse deelstaat Santa Catarina. De gemeente telt 16.128 inwoners (schatting 2009).

## Aangrenzende gemeenten
De gemeente grenst aan Cocal do Sul, Criciúma, Içara, Pedras Grandes, Sangão en Treze de Maio.